# Jackie Chan
Chan Kong Sang (xinès tradicional: 陳港生, xinès simplificat: 陈港生, pinyin: Chén Gǎng Shēng; Hong Kong, 7 d'abril de 1954), més conegut com a Jackie Chan (xinès tradicional: 成龍, xinès simplificat: 成龙, pinyin: Chéng Lóng) és un actor, coreògraf d'acció, cineasta, comediant, director, productor, artista marcial, guionista, cantant i intèrpret de doble.
En les seves pel·lícules és conegut pel seu estil de lluita acrobàtica, escenes còmiques i l'ús d'armes improvisades. Jackie Chan ha estat actuant des de la dècada de 1960 i ha aparegut en més de 100 pel·lícules. Ha rebut estrelles a l'Avinguda de les Estrelles de Hong Kong i el Passeig de la Fama de Hollywood. El 12 de novembre de 2016 va rebre l'Oscar honorífic de l'Acadèmia de Hollywood.

## Primers anys
Jackie Chan va néixer el 7 d'abril del 1954 a Victoria Peak, a l'antiga colònia de la corona de Hong Kong. El seu sobrenom era Paopao (炮炮, bala de cano) perquè tenia molta energia i sempre estava volant d'un lloc a un altre. Com que els seus pares treballaven en el consolat francès de Hong Kong, Chan es va passar gran part de la seva infància en aquesta residència.
Chan anà a l'escola de primària Nah-Hwa de l'illa de Hong Kong, on suspengué el seu primer curs, i els seus pares el van canviar d'escola. El 1960, el seu pare emigrà a Canberra, Austràlia, per treballar com a cap de cuina en l'ambaixada nord-americana, i Chan fou enviat a l'Acadèmia de Drama de la Xina, sota les ordres del mestre Yu Jim-Yuen. Durant la següent dècada Chan s'entrenà fortament en les arts marcials i les acrobàcies. Amb el temps es va convertir en part de les Set Petites Fortunes, un grup de performance format pels millors alumnes de l'escola, guanyant el nom artístic de Yuen Ho en homenatge al seu mestre. Chan es va convertir en amic proper de companys membres del grup de Sammo Hung i Yuen Biao, els tres que més tard seria conegut com els Tres Germans o Tres Dragons.
A l'edat de 8 anys es va presentar amb alguns dels seus companys de "Petites fortunes" a la pel·lícula Big and Little Wong Estany Bar (1962). L'any següent li donaren un altre paper en la pel·lícula The Love Eterne i el 1966 tingué un petit paper en Come Drink with Me. A l'edat de 17 anys, treballà com un especialista en les pel·lícules de Bruce Lee Fist of Fury i Enter the Dragon sota el nom artístic de Chan Yuen Lung. (xinès: 陈元龙) Va obtenir el seu primer paper protagonista més tard aquell mateix any, amb Little Tiger of Canton; hi va haver una versió limitada a Hong Kong el 1973. A causa dels fracassos comercials de les seves primeres aventures en el cinema i els problemes per trobar feina de dobles, el 1975, Chan protagonitzà una comèdia per adults, All in the Family, la primera i possiblement l'única escena de sexe on sortia nu fins al moment. També és l'única pel·lícula que ha fet fins al dia d'avui que no compta amb escenes de lluita.
Chan es va unir als seus pares a Canberra el 1976, on va anar poc temps al col·legi Dickinson i va treballar com a obrer d'una construcció. Els companys de l'obra el van començar a anomenar Jack, d'aquí va venir el sobrenom de "petit Jack" que més tard es va reduir a Jackie fins a acabar anomenant-lo Jackie Chan.

## Carrera filmogràfica

### Primers èxits (1976–1979)
El 1976, Jackie Chan va rebre un telegrama de Willie Chan, un productor de Hong Kong qui li va oferir un paper en una pel·lícula dirigida per Lo Wei. Després de la seva actuació en el film Hand of Death de John Woo (1976), se li donà el paper protagonista de New Fist of Fury on suplia a Bruce Lee, protagonista de la primera part.Whoami. El seu nom artístic va canviar a Sing Lung (xinès:. 成龙, també transcrit com Cheng Long, literalment, "convertit en el drac") per la seva similitud amb Bruce Lee, qui tenia el nom artístic Lei Siu-lung (xinès tradicional: 李小龍, literalment, "petit drac"). La pel·lícula no va tenir èxit, ja que Chan no estava acostumat a l'estil d'arts marcials de Lee. Malgrat el fracàs de la pel·lícula, Lo Wei continuà produint pel·lícules del mateix gènere, que cada cop anaven tenint més taquilla.
La primera gran pel·lícula de Chan va ser Snake in the Eagle's Shadow (1978). Segons el director Yuen Woo-ping, Chan se li va permetre la llibertat total sobre el seu treball de dobles. Va ser la primera pel·lícula en barrejar els gèneres de comèdia i kung fu, i va demostrar ser una alenada d'aire fresc per al públic de Hong Kong. Seguidament va protagonitzar Drunken Master, que el va acabar d'impulsar a l'èxit comercial.
Chan tornarà a usar l'estudi de Lo Wei per produir les pel·lícules Half a Loaf of Kung Fu i Spiritual Kung Fu. L'any següent va co-dirigir The Fearless Hyena amb Kenneth Tsang. Quan Willie Chan va deixar la companyia, aconsellà a Jackie d'abandonar Lo Wei i que treballés per compte propi. Durant el rodatge de Fearless Hyena Part II, Chan trencà el contracte i s'uní amb Golden Harvest, la qual cosa portà al fet que Wei fes xantatges a Chan amb les triades de per mig culpant a Willie per la pèrdua de la seva estrella. La disputa se solucionà amb la intervenció de l'actor i director Jimmy Wang Yu.

### L'èxit del gènere acció/comèdia (1980-1987)
Willie Chan es convertí en el gerent personal d'en Jackie, i així continuà durant els següents 30 anys. Va tenir un paper important en la seva carrera internacional, començant amb les primeres pel·lícules americanes de la dècada de 1980. La seva primera pel·lícula rodada a Hollywood va ser La fúria de Chicago el 1980. Chan va interpretar un paper secundari a la pel·lícula The Cannonball Run del 1981, la qual recaptà 100 milions de $ a tot el món. Tot i ser ignorat pel públic a favor d'establiment els actors nord-americans com Burt Reynolds. Chan va quedar impressionat per les preses falses que es van mostrar en els crèdits finals, que el van inspirar a fer el mateix en les seves futures pel·lícules.
Després del fracàs comercial d'El protector el 1985, Chan van abandonar els seus intents d'entrar en el mercat dels EUA, tornant la seva atenció a les pel·lícules de Hong Kong.
De nou a Hong Kong, les pel·lícules de Chan va començar a arribar a un públic més ampli a l'est d'Àsia, amb els primers èxits The Young Master (1980) i Dragon Lord (1982). The Young Master va arribar a batre rècords de taquilla anteriors establerts per Bruce Lee i Chan establerta com a màxima estrella del cinema de Hong Kong.
Chan va produir una sèrie de pel·lícules de comèdia d'acció amb els seus amics Sammo Hung i Yuen Biao. Els tres van co-protagonitzar i produir junts per primera vegada el 1983 amb Project A, que va guanyar el Premi Millor Disseny d'Acció en la tercera edició dels Premis de Cinema de Hong Kong. Durant els següents dos anys, els "Tres Germans" van aparèixer a Wheels on Meals (rodada a Catalunya, entre Barcelona, Begues, el Garraf i el castell de la Roca del Vallès) i la trilogia original de Lucky Stars. El 1985, Chan va fer la primera pel·lícula de la saga Policia Story, una comèdia d'acció dels Estats Units que va influir a en Chan alhora de realitzar les seves pròpies escenes de risc. La pel·lícula va ser nominada com a "Millor Pel·lícula" als Premis de Cinema de Hong Kong. El 1987, Chan filmà Armour of God, on el seu personatge estava inspirat en Indiana Jones; la pel·lícula va recaptar 35 milions de HK, la seva pel·lícula més taquillera fins al moment.

### Seqüeles i avanç a Hollywood (1988-1998)
El 1988 protagonitzà al costat de Sammo Hung i Yuen Bian (per última vegada fins al dia d'avui) Dragons Forever. A finals de 1980 i principis de 1990, Chan protagonitzà una sèrie de seqüeles, amb èxits com Police Story 2, guardonada amb la "Millor coreografia d'acció" el 1989 en la Hong Kong Film Awards. Seguit d'aquest èxit, rodà Armour of God II: Operation Condor i Police Story 3: Super Cop, amb la que guanyar aquesta última el gallardó de "Millor actor" el 1993 a la Golden Horse Film Festival. El 1994 tornà a interpretar a Wong Fei-hung a Drunken Master II, i la pel·lícula aparegué a la llista All-Time 100 Movies de la revista Time. Una altra seqüela, Impacte imminent, va portar més premis i èxit al compte personal de Jackie Chan, tot i que no va tenir un gran èxit al mercat estranger. Jackie Chan revifà les seves ambicions de Hollywood en la dècada de 1990, però es va negar a fer papers de dolents per no encasellar-se en el futur. Per exemple, Sylvester Stallone li va oferir el paper de Simon Phoenix, un criminal a la pel·lícula futurista Demolition Man, Chan es negà i el paper se li donà a Wesley Snipes.
Chan finalment aconseguí establir un equilibri en el mercat d'Amèrica del Nord el 1995 amb el llançament mundial de Rumble in the Bronx. L'èxit de Rumble in the Bronx va portar el 1996 a la realització de Police Story 3: Super Cop als Estats Units sota el títol Supercop, que va recaptar un total de 16.270.600 $. El primer gran èxit comercial de Jackie Chan va ser el 1998 quan va protagonitzar al costat de Chris Tucker Hora punta, film que va recaptar 130 milions de dòlars només als Estats Units. Aquesta pel·lícula el va donar a conèixer dins de Hollywood. Com a truc publicitari escrigué la seva pròpia autobiografia juntament amb Jeff Yang, anomenada I Am Jackie Chan.

### Dramatització i fama a Hollywood (1999-2007)

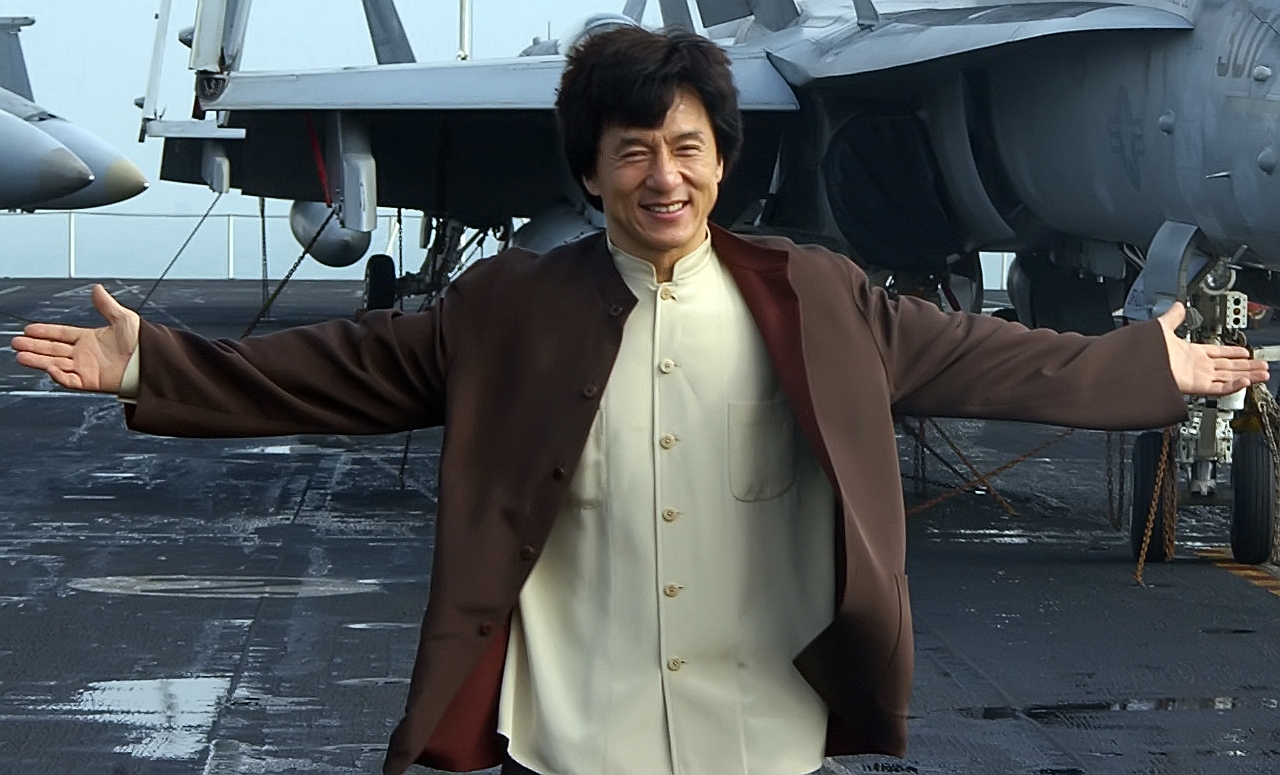
Chan a USS Kitty Hawk el 2002 durant la visita a Hong Kong

Chan realitzà les seves últimes pel·lícules amb la Golden Harvest, Who Am I? el 1998 i Gorgeous el 1999, una comèdia romàntica sobre les relacions personals. El 2000 Chan ajudà a crear per a la PlayStation Jackie Chan Stuntmaster, ficant la seva veu i fent la captura de moviments.
Tot i els èxits: Shanghai Noon el 2000, Rush Hour 2 el 2001 i Shanghai Knights i El medalló el 2003, Chan es va sentir frustrat amb Hollywood en el rang límit de funcions i falta de control sobre el procés de realització de les pel·lícules. Chan va crear la seva pròpia de producció cinematogràfica, JCE Movies Limited (Jackie Chan emperador Movies Limited) amb associació de la Multimedia Group (EMG). Les seves pel·lícules han sofert un augment de les escenes dramàtiques sense deixar de tenir èxit en les taquilles; un exemple són New Police Story (2004), The Myth (2005) i l'exitosa pel·lícula Rob-B-Hood (2006).
El següent film de Chan, Hora punta 3 el 3 d'agost del 2007, recaptà 255 milions de $; això no obstant, una mala campanya publitària va provocar que a Hong Kong només es recaptessin 3,5 milions de HK el seu primer cap de setmana.

### Nous experiments i canviar d'estil (2008-present)

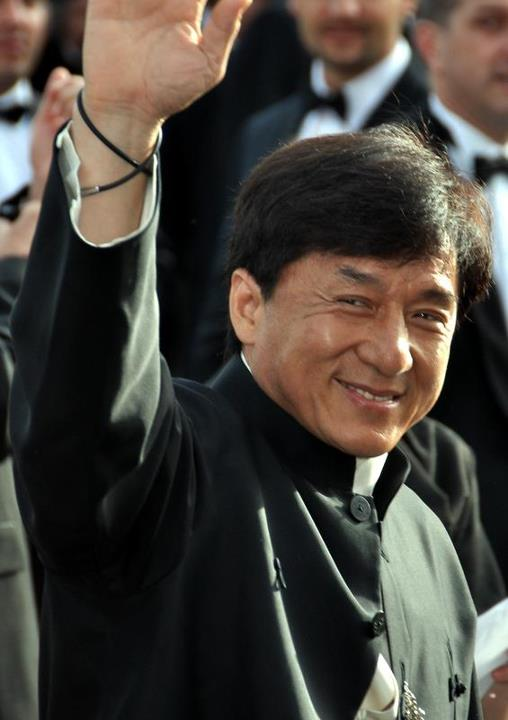
Chan al Festival Internacional de Cinema de Canes el 2012

Com ja havia dit Chan anys enrere, hi hauria un moment de la seva vida que s'hauria d'actualitzar i usar efectes especials, i que hauria de provar coses noves en les seves pel·lícules d'arts marcials. Aquests canvis en les seves pel·lícules començaren el 2007, amb el rodatge de El regne prohibit (estrenada l'abril del 2008), primera i única de moment col·laboració amb Jet Li. Durant la pel·lícula es va fer un ús intensiu dels efectes especials. Chan posà veu al mestre mico a la pel·lícula de DreamWorks Kung Fu Panda, estrenada el juny del 2008, on apareixia amb les estrelles Jack Black, Dustin Hoffman i Angelina Jolie.

## Dobles
Jackie Chan efectua la gran majoria de les seves escenes de risc, que estan coreografiades pel seu propi equip tècnic. Ell mateix ha declarat en diverses entrevistes que la seva principal inspiració en les escenes còmiques prové de pel·lícules com El maquinista de la General dirigides i protagonitzades per Buster Keaton, qui també era conegut per fer les seves pròpies acrobàcies. Des del 1983, Chan ha utilitzat equips de tota mena per facilitar i millorar les coreografies.
Degut a la naturalesa perillosa de les seves acrobàcies a Chan li és difícil trobar una assegurança, especialment als Estats Units, on els dobles tenen un contracte limitat. Chan té el rècord Guiness pel major nombre d'escenes de doble, fet que reforça el fet que cap companyia d'assegurances financia les produccions de Chan, en las que el mateix Chan realitza tot les seves escenes d'acció.
Chan s'ha lesionat en diverses ocasions fent acrobàcies, moltes d'elles es mostren al final de les seves pel·lícules en les preses falses. Un cop, rodant Armour of God va estar a punt de morir quan va caure d'un arbre i es va fracturar el crani. Al llarg dels anys s'ha dislocat la pelvis i s'ha trencat: diversos dits (tant de les mans com dels peus), el nas, els pòmuls, els malucs, l'estèrnum, el turmell i les costelles en diverses ocasions.

## Treballs en la televisió
El 2000, Chan va fer una sèrie fictícia de dibuixos animats anomenada Jackie Chan Adventures que es va emetre fins al 2005.
El 2008 realitzà una telerealitat per la Beijin Television (北京电视台), anomenada Deixeble del Drac (龙的传人). La sèrie va ser produïda pel mateixa Jackie Chan. L'objectiu de la sèrie era trobar una nova estrella del cinema i les arts marcials per convertir-se en el successor d'en Chan. Els participants van ser entrenats per l'equip tècnica d'en Jackie en diversos camps, incloent: escenes amb explosions, fent-los passant per un fil a gran altura, tirotejos, acrobàcies en cotxes, busseig... Els jutges del programa van ser: He Ping, Wu Yue i Cheng Pei Pei. Posteriorment entraren: Stanley Tong, Sammo Hung i Yuen Biao. Les fases eliminatòries començaren el 5 d'abril del 2008, amb 16 participants, i acabaren el 26 de juny del 2008. Entre els assistents es trobaven: Tsui Hark, John Woo, Ng See Yuen i Rongguang Yu.
El guanyador del programa fou Jack Tu (Tu Sheng Cheng), juntament amb els finalistes Yang Zheng i Liau Jerry. Tu firmà per fer tres pel·lícules, una d'elles escrita pel mateix Chan i les dues altres per la seva companyia. Els drets dels films pertanyen a Speedpost 206, Won't Tell You i Tropical Tornado i són dirigides per Xie Dong, Jiang Tao i Cai Rong Hui. La producció del primer film començà el setembre del 2008. A més als finalistes se'ls donarà un paper en una sèrie de la BTV.

## Carrera musical
Jackie Chan va rebre classes de cant a l'Escola de l'Òpera de Pequín durant la seva infància. Va començar a produir les seves peces musicals a la dècada de 1980 i s'ha convertit en un cantant d'èxit de Hong Kong. Ha publicat més de 20 àlbums des del 1984 i ha cantant en: cantonès, mandarí, japonès, taiwanès i anglès. Sovint canta els temes de les seves pròpies pel·lícules, sobretot en els crèdits finals. El primer registre musical de Chan va ser Kung Fu Fighting Man, de la pel·lícula The Young Master (1980). S'han arribat a treure al mercat fins a 10 bandes sonores de les seves pel·lícules. La seva cançó cantonesa Història d'un heroi (英雄故事) (tema principal de Police Story) va ser seleccionada per les forces policials del Hong Kong i l'usà en els anuncis de reclutament del 1994.
Chan va posar veu al personatge Mushu de la versió xinesa de la pel·lícula d'animació Mulan de Walt Disney. També va interpretar la cançó I'll Make a Man Out of You, que forma part de la banda sonora.
El 2007, va gravar i llençar la cançó We Are Ready, la cançó oficial del compte enrere dels Jocs Olímpics d'Estiu de 2008. També es va presentar la cançó en la cerimònia del compte enrere dels Jocs Paralímpics de 2008.
El dia anterior de l'obertura dels Jocs Olímpics de Pequín, Chan va llançar un dels dos àlbums del Jocs Olímpics. També i van participar altres artistes com: Andy Lau, Liu Huan i Wakin Chau en la cançó Hard to Say Goodbye que va sonar a la cerimònia que clocoia els Jocs Olímpics.

## Reconeixements

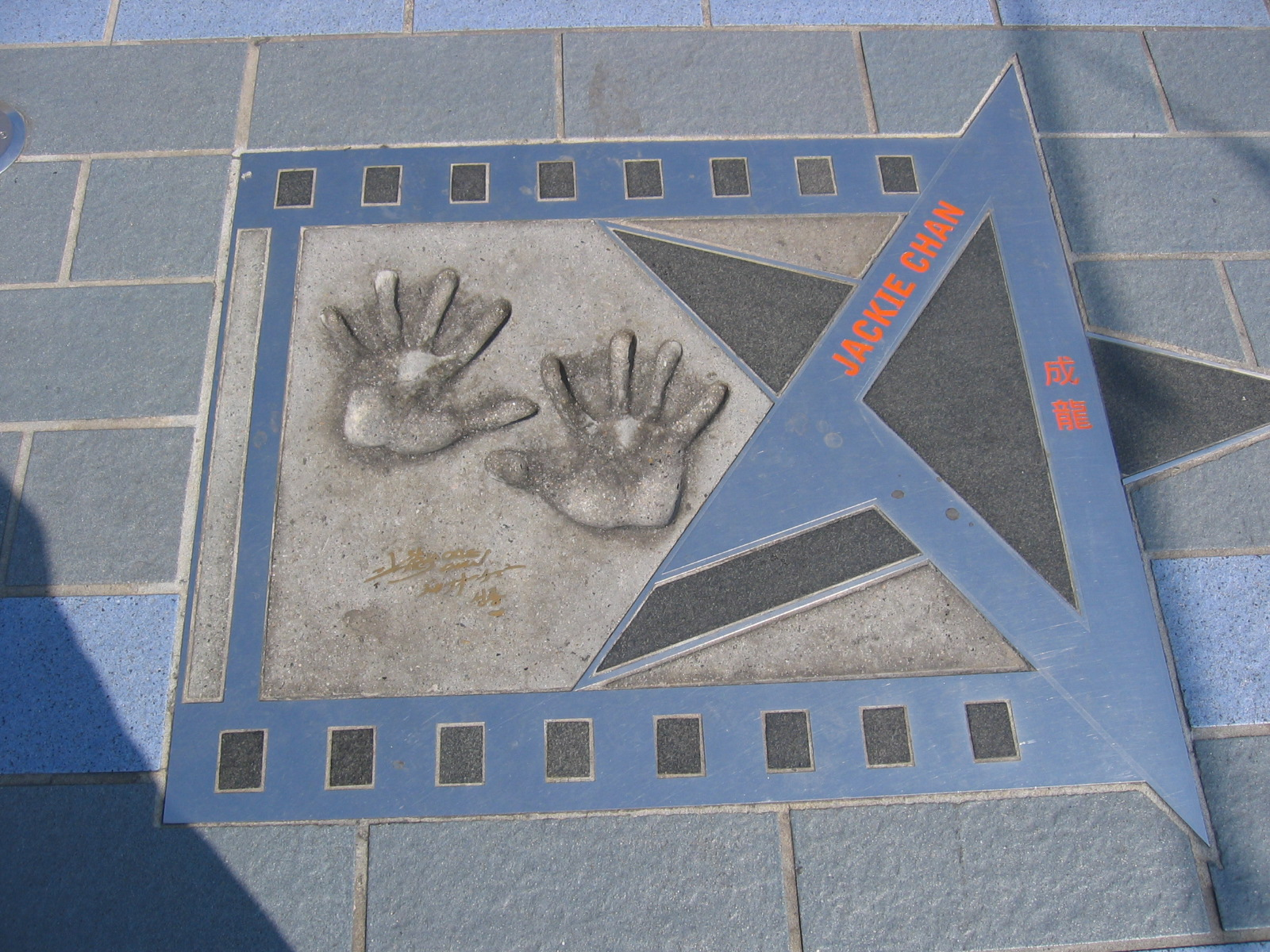
Estrella de Jackie Chan en el Passeig de la Fama de Hong Kong.

Jackie Chan ha rebut reconeixement mundial per les seves pel·lícules, havent guanyant en diverses ocasions el Premi Innovació de la American Choreography Awards i un premi per la seva trajectora de la Taurus World Stunt Awards. Té una estrella tant en el Passeig de la Fama de Hollywood com el de Hong Kong. Tot i el considerable èxit de taquilla que han tingut les seves pel·lícules, les seves coreografies de les seves últimes pel·lícules ha estat criticades. A films com Rush Hour 2, The Tuxedo o Shanghai Knights se'ls ha acusat d'una moderació en les escenes de lluita, citant una menor intensitat en comparació a les seves pel·lícules més antigues. Alguns crítics també han remarcat que a vegades les seves pel·lícules són massa infantils.

## Premis i nominacions
Hong Kong Film Awards
- Best Action Choreography Nomination per Dragon Lord
- Best Actor Nomination per Project A
- Best Actor Nomination per Heart of Dragon
- Best Actor Nomination per Police Story
- Best Director Nomination per Police Story
- Best Film per Rouge
- Best Actor Nomination per Mr Canton and Lady Rose
- Best Actor Nomination per Police Story 3: Super Cop
- Best Actor Nomination per Crime Story
- Best Action Choreography Nomination per Crime Story
- Best Actor Nomination per Rumble in the Bronx
- Best Action Choreography per Rumble in the Bronx
- Best Actor Nomination per Police Story 4: First Strike
- Best Actor Nomination per Who Am I?
- Best Action Choreography per Who Am I?
- Best Action Choreography Nomination per Gorgeous
- Best Actor Nomination per New Police Story
- Professional Spirit Award
- Best Film Nomination per The Myth
- Best Action Choreography Nomination per The Myth
- Best Original Film Song Nomination per The Myth
- Best Action Choreography Nomination per Rob-B-Hood
- Best Film Nomination per Shinjuku Incident
- Oscar Honorífic 2016

## Activisme polític
Jackie Chan s'havia implicat políticament i com a federalista mundial i ambaixador especial de l'UNICEF, i desenvolupava per tot el món la seva tasca de defensor dels drets humans i dels infants. L'any 2003 Chan es va afeccionar als ossos quan va rodar a Berlín la pel·lícula «La volta al món en 80 dies». Es va fer fotografiar amb centenars de Buddy Bears, i es va fer un pòster. L'any 2004 va fer que el Cercle dels United Buddy Bears arribés a Hong Kong. El dia de la inauguració va poder lliurar tres xecs que feien un total d'1,43 milions de dòlars de Hong Kong a UNICEF i a dues organitzacions més per a la infància.

## Filmografia
| Any  | Títol                                                                     | Títol xinès          | Paper                                                                        | Notes |
| ---- | ------------------------------------------------------------------------- | -------------------- | ---------------------------------------------------------------------------- | --- |
| 1962 | Big and Little Wong Tin Bar                                               | 大小黄天霸           | nen                                                                          | pel·lícula perduda |
| 1963 | The Love Eterne                                                           | 梁山伯與祝英台       | nen                                                                          | |
| 1964 | The Story of Qin Xiang Lin                                                | 秦香蓮               | nen                                                                          | |
| 1966 | The Eighteen Darts (Part 1)                                               | 兩湖十八鏢(上集)     | nen                                                                          | també coneguda com Seven Little Tigers (Part 1) |
| 1966 | The Eighteen Darts (Part 2)                                               | 兩湖十八鏢(下集)     | nen                                                                          | també coneguda com Seven Little Tigers (Part 2) |
| 1966 | Come Drink with Me                                                        | 大醉俠               | nen                                                                          | |
| 1971 | A Touch of Zen                                                            | 俠女                 | paper secundari                                                              | |
| 1972 | Fist of Fury                                                              | 精武門               | paper secundari stuntman                                                     | també coneguda com The Chinese Connection |
| 1972 | He qi dao                                                                 | 合氣道               | Black Bear student (no surt als crèdits)                                     | |
| 1973 | Enter the Dragon                                                          | 龍爭虎鬥             | "presoner" (cameo) extra                                                     | |
| 1973 | Facets of Love                                                            | 北地胭脂             | "Xiao Liu" (cameo)                                                           | |
| 1973 | Not Scared to Die                                                         | 頂天立地             | "Si To" (cameo) extra                                                        | també coneguda com Eagle Shadow Fist també coneguda com "Fist of Anger" també coneguda com "Return to China"                                                                   |
| 1973 | Police Woman                                                              | 女警察               | "Gang Leader" (cameo) (as Jacky Chan) extra                                  | també coneguda com Rumble in Hong Kong, Young Tiger, "Police Woman Against Jackie Chan", i Heroine                                                                             |
| 1973 | Kung Fu Girl                                                              | 鐵娃                 | "villain" (cameo) director arts marcials                                     | també coneguda com Attack of the Kung Fu Girls també coneguda com None but the Brave també coneguda com The Heroine                                                            |
| 1973 | Little Tiger of Canton                                                    | 廣東小老虎           | "Jackie" director arts marcials                                              | també coneguda com Cub Tiger from Kwang Tung "Ten Fingers of Death" Snake Fist Ninja Snake Fist Fighter                                                                        |
| 1973 | Freedom Strikes a Blow                                                    | 碼頭大決鬥           | "thug"                                                                       | també coneguda com Chinese Hercules també coneguda com "Black Guide" |
| 1974 | Fists of the Double K                                                     | 除霸                 | Guard(cameo) extra                                                           | també coneguda com Fist to Fist també coneguda com "Hong Kong Face-Off" |
| 1974 | The Golden Lotus                                                          | 金瓶雙艷             | "Pear Seller Brother Yun" (cameo)                                            | |
| 1974 | Supermen Against the Orient                                               | 四王一后             | paper secundari (no surt als crèdits) extra                                  | |
| 1975 | All in the Family                                                         | 花飛滿城春           | "Hsiao Tang "                                                                | |
| 1975 | Bruce Lee and I                                                           | 李小龍與我           | (cameo)                                                                      | |
| 1975 | No End of Surprises                                                       | 拍案驚奇             | Secretari Chen (cameo)                                                       | |
| 1975 | The Himalayan                                                             | 密宗聖手             | paper secundari (no surt als crèdits)                                        | |
| 1975 | The Young Dragons                                                         | 鐵漢柔情             | coreògraf                                                                    | |
| 1976 | New Fist of Fury                                                          | 新精武門之精武拳     | "Lung"                                                                       | |
| 1976 | Dance of Death                                                            | 舞拳                 |                                                                              | també coneguda com Eternal Conflict |
| 1976 | Shaolin Wooden Men                                                        | 少林木人巷           | "Tiger"                                                                      | també coneguda com Shaolin Chamber of Death també coneguda com Shaolin Wooden Men: Young Tiger's Revenge                                                                       |
| 1976 | Hand of Death                                                             | 少林門               | "Tan Feng"                                                                   | també coneguda com Countdown in Kung Fu |
| 1976 | Killer Meteors                                                            | 風雨雙流星           | "Wa Wu-Bin / Tiger / Immortal Meteor"                                        | també coneguda com The Killer Meteors, Jackie Chan vs. Wang Yu |
| 1976 | The Private Eyes                                                          | 半斤八兩             | stuntman                                                                     | també coneguda com Mr. Boo 1: The Private Eyes |
| 1977 | The 36 Crazy Fists                                                        | 三十六迷形拳         | paper secundari in (no surt als crèdits)                                     | també coneguda com The Blood Pact |
| 1977 | To Kill with Intrigue                                                     | 劍花煙雨江南         | "Cao Lei"                                                                    | |
| 1978 | Snake & Crane Arts of Shaolin                                             | 蛇鶴八步             | "Hsu Yiu Fong"                                                               | |
| 1978 | Magnificent Bodyguards                                                    | 飛渡捲雲山           | "Lord Ting Chung"                                                            | també coneguda com "Eye of the Dragon" |
| 1978 | Snake in the Eagle's Shadow                                               | 蛇形刁手             | "Chien Fu"                                                                   | |
| 1978 | Drunken Master                                                            | 醉拳                 | "Wong Fei Hung"                                                              | també coneguda com "Drunken Monkey in the Tiger's Eyes" |
| 1978 | Spiritual Kung Fu                                                         | 拳精                 | "Yi-Lang"                                                                    | també coneguda com Karate Ghostbuster |
| 1978 | Half a Loaf of Kung Fu                                                    | 一招半式闖江湖       | "Jiang"                                                                      | |
| 1978 | Two in Black Belt                                                         | 黑帶恨               | (cameo)                                                                      | |
| 1979 | The Fearless Hyena                                                        | 笑拳怪招             | "Shing Lung" (as Jacky Chan) director                                        | també coneguda com "Revenge of the Dragon" |
| 1979 | Dragon Fist                                                               | 龍拳                 | "Tang How-Yuen"                                                              | |
| 1979 | Immortal Warriors                                                         | 百戰保山河           |                                                                              | |
| 1979 | Master with Cracked Fingers                                               | 廣東小老虎           | "Jackie Chan"                                                                | també coneguda com Snake Fist Fighter |
| 1980 | The Young Master                                                          | 帥弟出馬             | "Dragon"                                                                     | |
| 1980 | La fúria de Chicago                                                       | 殺手壕               | "Jerry Kwan"                                                                 | coneguda en anglès com a The Big Brawl o Battle Creek Brawl |
| 1980 | Read Lips                                                                 | 孖寶闖八關           | producció                                                                    | |
| 1981 | The Cannonball Run                                                        | 砲彈飛車             | "Jackie Chan the Subaru driver" (cameo)                                      | |
| 1981 | The Gold-Hunters                                                          | 老鼠街               | producció                                                                    | |
| 1982 | Dragon Lord                                                               | 龍少爺               | "Dragon" coguionista                                                         | també coneguda com "Dragon Strike" |
| 1982 | Fantasy Mission Force                                                     | 迷你特攻隊           | "Sammy"                                                                      | també coneguda com "Mini Special Force" |
| 1983 | Fearless Hyena Part II                                                    | 龍騰虎躍             | "Chan Lung"                                                                  | |
| 1983 | Winners and Sinners                                                       | 奇謀妙計五福星       | "CID 07"                                                                     | també coneguda com "Winners & Sinners: Five Lucky Stars" |
| 1983 | Project A                                                                 | A計劃                | "Dragon Ma"                                                                  | també coneguda com "Mark of the Dragon" |
| 1984 | Wheels on Meals                                                           | 快餐車 Kuai can che  | "Thomas"                                                                     | també coneguda com "Spanish Connection" en anglès Film rodat a Catalunya, entre Barcelona, el Garraf i el castell de la Roca del Vallès                                        |
| 1984 | Els bojos del Cannonball 2 (Cannonball Run II)                            | 砲彈飛車2            | "Jackie" (Mitsubishi engineer)                                               | |
| 1984 | Pom Pom                                                                   | 神勇雙響炮           | Motorcycle Cop #2 (Cameo)                                                    | |
| 1985 | Armes invencibles (Police Story)                                          | 警察故事             | "Chan Ka-Kui" també coneguda com "Kevin Chan"                                | |
| 1985 | Primera missió                                                            | 龍的心               | "Tat Fung" també coneguda com "Ted"                                          | també coneguda com First Mission |
| 1985 | Ninja Thunderbolt                                                         | 至尊神偷             | (cameo)                                                                      | també coneguda com To Catch a Thief també coneguda com To Catch a Ninja també coneguda com Ninja Fury                                                                          |
| 1985 | El protector (The Protector)                                              | 威龍猛探             | "Billy Wong"                                                                 | |
| 1985 | My Lucky Stars                                                            | 福星高照             | "Muscles"                                                                    | "Winners & Sinners 2: My Lucky Stars" |
| 1985 | Twinkle, Twinkle Lucky Stars                                              | 夏日福星             | "Muscles"                                                                    | també coneguda com "Seven Lucky Stars" |
| 1986 | Naughty Boys                                                              | 扭計雜牌軍           | "prisoner" (cameo) producció                                                 | |
| 1987 | Armour of God                                                             | 龍兄虎弟             | "Jackie Condor" també coneguda com "Asian Hawk" director                     | "Operation Condor 2: The Armour of the Gods" |
| 1987 | Project A Part II                                                         | A計劃續集            | "Dragon Ma" director                                                         | |
| 1987 | That Enchanting Night                                                     | 良青花奔月           | producció                                                                    | |
| 1988 | Police Story 2                                                            | 警察故事續集         | "Chan Ka-Kui" també coneguda com "Kevin" director                            | |
| 1988 | Els tres dracs                                                            | 飛龍猛將             | "Jackie Lung"                                                                | també coneguda com "Cyclone Z" |
| 1988 | The Inspector Wears Skirts                                                | 霸王花               | producció                                                                    | |
| 1988 | Rouge                                                                     | 胭脂扣               | producció                                                                    | |
| 1989 | Mr. Canton & Lady Rose o Miracles                                         | 奇蹟                 | "Charlie Cheng Wah Kuo" director producció guió                              | també coneguda com Mr. Canton and Lady Rose també coneguda com Black Dragon també coneguda com The Canton Godfather                                                            |
| 1989 | The Inspector Wears Skirts II                                             | 神勇飛虎霸王花       | producció                                                                    | |
| 1990 | Island of Fire                                                            | 火燒島               | "Lung" també coneguda com "Steve Tong"                                       | també coneguda com The Prisoner |
| 1990 | The Outlaw Brothers                                                       | 最佳賊拍檔           |                                                                              | |
| 1990 | Stage Door Johnny                                                         | 舞台姊妹             | producció                                                                    | |
| 1990 | Story of Kennedy Town                                                     | 西環的故事           | producció                                                                    | |
| 1991 | A Kid from Tibet                                                          | 西藏小子             | passatger aeroport (cameo)                                                   | |
| 1991 | L'armadura de Déu 2: Operació Còndor (Armour of God II: Operation Condor) | 飛鷹計劃             | "Jackie Condor" director producció                                           | |
| 1991 | Angry Ranger                                                              | 火爆浪子             | producció                                                                    | |
| 1991 | Beauty and the Beast                                                      | 美女與野獸           | "Bèstia" (veu en xinès)                                                      | |
| 1992 | Police Story 3: Super Cop                                                 | 警察故事III超級警察  | "Chan Ka-Kui" també coneguda com "Kevin" producció                           | també coneguda com Supercop |
| 1992 | Twin Dragons                                                              | 雙龍會               | "Ma Yau" també coneguda com "John Ma" "Die Hard" també coneguda com "Boomer" | |
| 1992 | Centre Stage                                                              | 阮玲玉               | presentador                                                                  | |
| 1992 | The Shootout                                                              | 危險情人             | producció                                                                    | |
| 1993 | Once a Cop                                                                | 超級計劃             | "Inspector Chan" (cameo)                                                     | també coneguda com Project S |
| 1993 | City Hunter                                                               | 城市獵人             | "Ryo Saeba" també coneguda com "city Hunter"                                 | Basat en el manga japonès City Hunter |
| 1993 | Crime Story                                                               | 重案組               | "Inspector Eddie Chan"                                                       | |
| 1993 | Kin chan no Cinema Jack                                                   | 陳健沒有傑克電影院   | producció                                                                    | |
| 1994 | Drunken Master II                                                         | 醉拳II               | "Wong Fei Hung" co-director martial arts choreographer                       | també coneguda com "The Legend of Drunken Master" |
| 1995 | Thunderbolt                                                               | 霹靂火               | "Chan Foh To" "Alfred Tung" executive producer                               | també coneguda com "Dead Heat" |
| 1995 | Duel al Bronx (Rumble in the Bronx)                                       | 紅番區               | "Keung" director arts marcials                                               | |
| 1996 | Impacte imminent                                                          | 警察故事IV之簡單任務 | "Chan Ka-Kui" també coneguda com "Jackie"                                    | també coneguda com Jackie Chan's First Strike |
| 1997 | Mr. Nice Guy                                                              | 一個好人             | "Jackie"                                                                     | també coneguda com SuperChef |
| 1997 | An Alan Smithee Film: Burn Hollywood Burn                                 |                      | "ell mateix" (cameo)                                                         | |
| 1998 | Who Am I?                                                                 | 我是誰               | "Who Am I?" director coguionista                                             | |
| 1998 | Hora punta                                                                | 火拼時速             | "Detectiu Inspector Lee"                                                     | |
| 1998 | Hot War                                                                   | 幻影特攻             | producció                                                                    | |
| 1998 | Mulan                                                                     | 花木蘭               | "capità Li Shang" (veu en xinès i cantonès)                                  | |
| 1999 | King of Comedy                                                            | 喜劇之王             | (cameo)                                                                      | |
| 1999 | Gorgeous                                                                  | 玻璃樽               | "C. N. Chan" co-productor coguionista                                        | també coneguda com "High Risk" |
| 1999 | Gen-X Cops                                                                | 特警新人類           | "fisherman" (cameo) producció                                                | |
| 2000 | Shanghai Noon                                                             | 西域威龍             | "Chon Wang" producció                                                        | |
| 2001 | The Accidental Spy                                                        | 特務迷城             | "Buck Yuen" co-producció                                                     | |
| 2001 | Rush Hour 2                                                               | 火拼時速2            | "Chief Inspector Lee"                                                        | |
| 2002 | The Tuxedo                                                                | 燕尾服               | "Jimmy Tong"                                                                 | |
| 2003 | El medalló                                                                | 飛龍再生             | "Eddie Yang"                                                                 | |
| 2003 | The Twins Effect                                                          | 千機變               | "Jackie" el conductor de l'ambulància (cameo)                                | també coneguda com "Vampire Effect" |
| 2003 | Shanghai Knights                                                          | 西域威龍2皇家威龍    | "Chon Wang" producció                                                        | |
| 2004 | New Police Story                                                          | 新警察故事           | "Inspector Chan Kwok-Wing" producció                                         | |
| 2004 | The Twins Effect II                                                       | 千機變 II – 花都大戰 | "Lord of Armour" (cameo)                                                     | també coneguda com The Huadu Chronicles: Blade of the Rose |
| 2004 | La volta al món en 80 dies                                                | 環遊世界八十天       | "Passepartout" productor                                                     | |
| 2004 | Enter the Phoenix                                                         | 大佬愛美麗           | "Mr. Chan" (cameo) producció                                                 | |
| 2004 | Rice Rhapsody                                                             |                      | e producció                                                                  | |
| 2005 | El mite (The Myth)                                                        | 神話                 | "General Meng Yi" "Jack"                                                     | |
| 2005 | Everlasting Regret                                                        | 長恨歌               | co-producció                                                                 | |
| 2005 | House of Fury                                                             | 精武家庭             | producció                                                                    | |
| 2006 | Rob-B-Hood                                                                | 寶貝計劃             | "Fong Ka Ho" també coneguda com "Thongs" co-productor coguionista            | |
| 2007 | Hora punta 3                                                              | 火拼時速3            | "Inspector Lee"                                                              | |
| 2008 | The Forbidden Kingdom                                                     | 功夫之王             | "Lu Yan" / "Old Hop"                                                         | també coneguda com "King of Kung-Fu" |
| 2008 | Kung Fu Panda                                                             | 功夫熊貓             | "Master Monkey" (veu en anglès)                                              | |
| 2008 | Run Papa Run                                                              | 一個好爸爸           | producció                                                                    | |
| 2008 | Wushu                                                                     | 武術之少年行         | producció                                                                    | |
| 2009 | Shinjuku Incident                                                         | 新宿事件             | "Steelhead" productor                                                        | |
| 2009 | Looking for Jackie                                                        | 尋找成龍             | himself                                                                      | també coneguda com "Jackie Chan and The Kung Fu Kid" |
| 2009 | The Founding of a Republic                                                | 建國大業             | "Li Jishen's Interviewer" (cameo)                                            | també coneguda com Jian Guo Da Ye (lit. The Great Cause of China's Foundation) també coneguda com Founding of the Nation també coneguda com Lofty Ambitions of Nation Building |
| 2010 | The Spy Next Door                                                         | 鄰家特工             | "Bob Ho"                                                                     | també coneguda com Double Mission |
| 2010 | Little Big Soldier                                                        | 大兵小將             | "Big Soldier" producer guió                                                  | també coneguda com Big Soldier, Small General també coneguda com Junior Soldiers                                                                                               |
| 2010 | The Karate Kid                                                            | 功夫夢               | "Mr. Han"                                                                    | |
| 2010 | The Legend of Silk Boy                                                    | 世博冠軍湖絲仔       | "Xu Rongcun" (veu)                                                           | |
| 2010 | The New Shaolin Temple                                                    | 新少林寺             | "Cook"                                                                       | també coneguda com Shaolin filming |
| 2011 | Xinhai Revolution                                                         | 辛亥革命             | "Huang Xing" Director productor                                              | |
| 2011 | Kung Fu Panda 2: The Kaboom of Doom                                       | 功夫熊貓2            | "Master Monkey" (veu)                                                        | Preproducció |
| 2012 | Armour of God III: Chinese Zodiac                                         | 十二生肖             | "Jackie Condor" també coneguda com "Asian Hawk" Director                     | Preproducció. |
| 2013 | Police Story 2013                                                         |                      |                                                                              | |
| 2014 | As the Light Goes Out                                                     |                      |                                                                              | |
| 2015 | Dragon Blade                                                              |                      | Huo Han                                                                      | |
| 2016 | Kung Fu Yoga                                                              |                      |                                                                              | |
| 2016 | Skiptrace                                                                 |                      |                                                                              | |
| 2016 | Kung Fu Panda 3                                                           |                      | "Master Monkey" (veu en anglès)                                              | |
| 2017 | Namiya                                                                    |                      |                                                                              | |
| 2017 | Bleeding Steel                                                            |                      |                                                                              | |
| 2017 | La Lego Ninjago pel·lícula                                                |                      |                                                                              | |
| 2017 | The Foreigner                                                             |                      |                                                                              | |
| 2019 | The Invincible 12                                                         |                      |                                                                              | |
| 2019 | Qomolangma                                                                |                      |                                                                              | |
| 2019 | Journey to China: The Mistery of Iron Mask                                |                      |                                                                              | |
| 2019 | The Knight of Shadows: Between Yin and Yang                               |                      |                                                                              | |
| 2020 | Vanguard                                                                  |                      |                                                                              | |
| 2020 | Wish Dragon                                                               |                      |                                                                              | |
| 2021 | Good Night Beijing                                                        |                      |                                                                              | |
| 2021 | All U Need Is Love                                                        |                      |                                                                              | |
| 2023 | Long ma jing shen                                                         |                      |                                                                              | |
| 2023 | Ninja Turtles: caos mutant                                                |                      |                                                                              | |
| 2023 | Hidden Strike                                                             |                      |                                                                              | |
| 2024 | Kung Fu Panda 4                                                           |                      |                                                                              | |